# Ernenkotten (Solingen)
Ernenkotten, teils auch als Heidberger Kotten oder Dingerskotten bezeichnet, ist eine Ortslage in der bergischen Großstadt Solingen. Sie geht auf einen dort befindlichen Schleifkotten zurück.

## Lage und Beschreibung
Ernenkotten befindet sich im Norden des Stadtbezirks Burg/Höhscheid an der Grenze zu Solingen-Mitte. Der ehemalige Schleifkotten, der heute nur noch ein Wohnhaus ist, liegt im Nacker Bachtal, das sich zwischen den beiden auf Höhenrücken verlaufenden Straßen Mangenberger Straße und Katternberger Straße befindet. Er liegt an dem kleinen Pfad Ernenkotten, der von der Straße Kotterheidberg aus abzweigt. Unmittelbar östlich befindet sich das Hochwasserrückhaltebecken Heidberg. Am Ernenkotten führt ein Waldweg vorbei, der Kotterheidberg und Heidberg miteinander verbindet.
Benachbarte Orte sind bzw. waren (von Nord nach West): Mittel- und Obengönrath, Mangenberg, II. Heidberg, Kotterheidberg, Stübchen, Hossenhaus, Kottermühle, Kotten und Waldheim.

## Etymologie
Der Ortsname, der von dem gleichnamigen Kotten abgeleitet ist, leitet sich von dem Familiennamen Ern ab, ebenso wie bei dem Ernenkotten im Ittertal auf Haaner Stadtgebiet.

## Geschichte
Der Ernenkotten am Ufer des Nacker Bachs wurde als Schleifkotten errichtet und genutzt. Im Jahre 1715 ist der Ort in der Karte Topographia Ducatus Montani, Blatt Amt Solingen, von Erich Philipp Ploennies als Kotten verzeichnet, aber nicht benannt. Die Topographische Aufnahme der Rheinlande von 1824 verzeichnet den Ort unbenannt, während ihn die Preußische Uraufnahme von 1844 als Schl. bezeichnet.
Der Ort gehörte nach Gründung der Mairien und späteren Bürgermeistereien zur Bürgermeisterei Höhscheid, die im Jahre 1856 das Stadtrecht erhielt, und lag dort in der Flur II. Pilghausen.
Mit der Städtevereinigung zu Groß-Solingen im Jahre 1929 wurde Ernenkotten ein Ortsteil Solingens. Wann der Kottenbetrieb eingestellt wurde, ist nicht bekannt. Der Solinger Stadtplan von 1929 verzeichnet den Ort als Ernenkotten, der Ortsname wurde später durch Kotterheidberg verdrängt. Ernenkotten 1 lautet jedoch bis heute die Adresse des Kottens, der heute in ein Wohnhaus umgewandelt ist.